# L. Heisler Ball
L. Heisler Ball (New Castle megye, 1861. szeptember 21. – Wilmington, 1932. október 18. vagy 1933. október 18.) az Amerikai Egyesült Államok szenátora (Delaware, 1903–1905 és 1919–1925).